# Indiana Fever 2019
La stagione 2019 delle Indiana Fever fu la 20ª nella WNBA per la franchigia.
Le Indiana Fever arrivarono quarte nella Eastern Conference con un record di 13-21, non qualificandosi per i play-off.

## Roster
| N° | Naz.                   | Ruolo | Sportivo          | Anno | Alt. | Peso |
| -- | ---------------------- | ----- | ----------------- | ---- | ---- | ---- |
| 0  | Stati Uniti (bandiera) | G     | Kelsey Mitchell   | 1995 | 180  | 73   |
| 3  | Stati Uniti (bandiera) | G     | Tiffany Mitchell  | 1994 | 175  | 69   |
| 4  | Stati Uniti (bandiera) | A     | Candice Dupree    | 1984 | 188  | 81   |
| 7  | Stati Uniti (bandiera) | G     | Paris Kea         | 1996 | 175  | 64   |
| 11 | Canada (bandiera)      | A     | Natalie Achonwa   | 1992 | 193  | 83   |
| 15 | Stati Uniti (bandiera) | C     | Teaira McCowan    | 1996 | 201  | 108  |
| 17 | Stati Uniti (bandiera) | G     | Erica Wheeler     | 1991 | 170  | 65   |
| 22 | Stati Uniti (bandiera) | A     | Erica McCall      | 1995 | 188  | 83   |
| 23 | Stati Uniti (bandiera) | A     | Stephanie Mavunga | 1995 | 191  | 93   |
| 25 | Stati Uniti (bandiera) | G     | Kennedy Burke     | 1997 | 185  | 83   |
| 42 | Stati Uniti (bandiera) | G     | Shenise Johnson   | 1990 | 180  | 78   |
| 44 | Stati Uniti (bandiera) | G     | Betnijah Laney    | 1993 | 183  | 73   |

## Staff tecnico
- Allenatore: Pokey Chatman
- Vice-allenatori: Christie Sides, Jessica Miller
- Preparatore atletico: Todd Champlin
- Preparatore fisico: Chase Campbell